# You Blew
You Blew è il quinto singolo estratto dall'album LaToya della cantautrice e ballerina statunitense La Toya Jackson. Fu pubblicato il 20 dicembre 1988.

## Promozione
La cantante interpretò questo brano a Caracas per la televisione venezuelana durante il programma Only for Men a marzo 1989 e a 2 trasmissioni TV tedesche, tra cui Na Siehste!, condotta da Günther Jauch.

## Tracce
1. You Blew (Album Version) – 4:54
2. You Blew (7" Edit) – 3:20